# James Fugaté
James Fugaté (Pseudonym James Barr; * 13. Februar 1922 in den Vereinigten Staaten von Amerika; † 28. März 1995 in Claremore, Oklahoma) war ein amerikanischer Schriftsteller, der eine Reihe von Werken mit homosexuellen Themen veröffentlichte.

## Leben und Werk
Kurz nach seiner Geburt in Texas oder Oklahoma starb James Fugatés Mutter. Da sein Vater unbekannt war, wurde er von Adoptiveltern aufgezogen, die ihm eine gute Bildung ermöglichten. 1942 trat er in die Kriegsmarine der Vereinigten Staaten ein und unterzog sich nach einer Expedition in Richtung Guadalcanal einer Offiziersausbildung in Chicago.
Nach Ende des Zweiten Weltkriegs begann Fugaté 1946, professionelles Schreiben  zu studieren. Nach drei Semestern brach er sein Studium aber ab und ging nach New York, um dort seinen Lebensunterhalt mit dem Entwurf von Reklametexten für Fernsehwerbung zu verdienen. Während dieser Zeit arbeitete er auch an seinem ersten Roman, Quatrefoil, der 1950 bei dem kleinen, an homosexuelle Leser gerichteten Greenberg-Verlag unter dem Pseudonym James Barr erschien. Das Buch wurde von Homosexuellen positiv aufgenommen, ebenso wie seine Kurzgeschichtensammlung Oklahoma, die ein Jahr später erschien.
1951 zog Fugaté nach Los Angeles, um dort als Drehbuchautor zu arbeiten, meldete sich aber schon 1952 freiwillig als Reserveoffizier bei der Kriegsmarine und wurde nach Alaska geschickt. Als im Verlauf seiner Sicherheitsüberprüfung das Office of Naval Intelligence herausfand, dass er der Autor von Quatrefoil war, wurde er aus dem Dienst entlassen. Nach dieser Entlassung sah er seine Homosexualität nicht mehr als persönliches Problem, das es zu bekämpfen galt, und fühlte sich „gezwungen, die Rechte und Auffassungen einer hunderte von Tausenden Menschen zählenden Gruppe zu verteidigen“.
Für das 1953 gegründete One Magazine schrieb Barr im selben Jahr die Kurzgeschichte Death in a Royal Family, die 1956 von den Herausgebern der Schweizer Zeitschrift Der Kreis in Zürich als Theaterstück aufgeführt wurde. Im Winter 1953/54 kehrte Fugaté zu seiner zwischenzeitlich nach Kansas gezogenen Familie zurück. Dort nahm er Arbeit als Hilfsarbeiter auf einem Erdölfeld auf, widmete sich aber weiterhin seiner schriftstellerischen Tätigkeit. Es folgten weitere Veröffentlichungen für das One Magazine und den Kreis und 1955 ein Artikel in der Erstausgabe der Mattachine Review, in dem er seine Erfahrungen als offen Homosexueller in einer Kleinstadt in Kansas beschrieb. Ebenfalls 1955 bekam er eine Kolumne im One Magazine, in dem er seine Meinung über Schriftsteller darstellte. Diese Kolumne wurde jedoch nach drei Ausgaben eingestellt.
In einem Artikel in der Mattachine Review, in der er unter dem Namen James (Barr) Fugaté über seine Entlassung von der Kriegsmarine berichtete, gab er im Mai 1955 das erste Mal seinen Realnamen bekannt. Einen Monat später veröffentlichte er mit Game of Fools ein Theaterstück, dieses Mal unter seinem Namen James Fugaté. Im April 1956 beschrieb er in der Mattachine Review seine, für die 1950er Jahre nicht unübliche Ansicht, über Homosexualität: Homosexualität sei kein wünschenswerter Zustand; viele Homosexuelle könnten und sollten heterosexuell werden und mit dem Recht auf eine psychiatrische Behandlung „könnten tausende Homosexuelle hoffen, das Leben normaler Menschen zu führen“.
Mitte der 1960er Jahre – Fugaté hielt sich wieder in New York auf und hatte einen Agenten gefunden – erschien eine Neuauflage von Quatrefoil (1965) beim Verleger Paperback Library und ein Jahr später erschien sein zweiter Roman, The Occassional Man. Er entschied sich, zurück nach Kansas zu seiner gebrechlich gewordenen Stiefmutter zu ziehen, wo er als Reporter und Fotograf für eine Zeitung arbeitete. Nach dem Tod seiner Stiefmutter zog er erneut nach New York und später nach Oklahoma, wo er in einem Krankenhaus arbeitete.
Fugaté starb am 28. März 1995 in Claremore, Oklahoma.

## Werke (Auswahl)

### Romane
- Quatrefoil (Toronto, 1950; Neuausgabe New York, 1965)
- The Occasional Man (New York, 1966)

### Kurzgeschichten und Artikel
- Derricks (Kurzgeschichtensammlung; Toronto, 1951)
- Death in a Royal Family (One Magazine, 1953; deutsche Übersetzung von Rudolf Jung: Todesfall in einer königlichen Familie von in Der Kreis,  1956)
- Dear Lady (Der Kreis, 1954)
- Facing Friends in a Small Town (Mattachine Review, 1955)
- First reactions to Game of Fools – "But don't quote me!" (One Magazine, 1955)
- Homosexuality and the Liberal Mind (Mattachine Review, 1955)
- Release from the Navy under Honorable Conditions, (Mattachine Review, 1955)

### Theater
- Game of Fools (One Incorporated, 1955)

### Lyrik
- Facades (Der Kreis, 1956)
- New Heros (Der Kreis, 1957; deutsche Übersetzung von Ernst Ohlmann (d. i.: Rudolf Jung): Moderne Helden, Der Kreis, 1957)